# Фарнезе
Фарнезе (итал. Farnese) је насеље у Италији у округу Витербо, региону Лацио.
Према процени из 2011. у насељу је живело 1572 становника. Насеље се налази на надморској висини од 354 м.

## Становништво
Према резултатима пописа становништва 2011. у општини је живело 1.631 становника.
| 1936. | 1951. | 1961. | 1971. | 1981. | 1991. | 2001. | 2011. |
| ----- | ----- | ----- | ----- | ----- | ----- | ----- | ----- |
| 2.843 | 2.807 | 2.480 | 2.140 | 1.985 | 1.832 | 1.729 | 1.631 |

## Партнерски градови
- Бомон де Перти